# Trbušni ples
Trbušni ples ili orijentalni ples je naziv kojim se označavaju srednjoistočni i bliskoistočni plesni stilovi.
Na arapskom jeziku poznat je kao raqs sharqi رقص شرقي ("ples istoka") ili ponekad raqs baladi رقص بلدي ("narodni ples").

## Općenito
Sam naziv trbušni ples najverojatnije je izveden od francuske fraze dance du ventre ili ples trbuha. Većina modernih plesačica/a prihvatila je ovaj izraz kao povijesnu činjenicu, dok drugi gledaju na taj naziv kao na nešto što su izmislili turisti koji su posjetili područje Bliskog istoka u ranom 19. stoljeću.
U zemljama njegovog porijekla, djevojčice i dječaci počinju učiti plesati od rane dobi. Kao i kod mnogih drugih društvenih plesova, uči se neformalno kroz promatranje i oponašanjem starijih plesača tijekom proslava na slavljima kao što su vjenčanja i ostala društvena okupljanja za zabavu i veselje.
Danas zbog povećanog interesa za ovu plesnu formu, po čitavom svijetu su se počeli nuditi tečajevi za njegovo podučavanje, a i razvijati plesna studija za daljnje usavršavanje. Tako su osposobljeni plesači u stanju da podjele svoje znanje koje im je preneseno od izvornih plesača koji su stvorili takve plesne forme.

### Porijeklo plesa
Oko točnog porijekla ove plesne forme se još uvijek raspravlja između plesnih zanesenjaka, pogotovo s obzirom na ograničeno stručnu istraženost same teme. Većinu istraživanja na ovom području su proveli plesači pokušavajući da razumiju porijeklo ovog plesa. Ipak, često zanemarivana činjenica da se na Srednjem i Bliskom istoku uglavnom pleše u svrhu slobodnog druženja i zabave prije nego radi svečanih profesionalnih nastupa u noćnim klubovima, dovelo je do sve većeg nerazumijevanja prave prirode ovog plesa i omogućilo je da se pojave mnoge proturječne teorije o njegovom porijeklu. Budući da trbušni ples predstavlja zapravo stapanje mnogih plesnih oblika on ima mnogo različitih izvora - većinu čine narodni plesovi.
Neke od brojnih teorija o porijeklu ovog plesnog stila:
- potječe iz Grčke, širio se s Alexandrom Velikim ,
- potječe od autohtonih plesača iz starog Gornjeg Egipta ,
- potječe iz religijskih rituala prema ženskim božanstvima, koje su izvodile svećenice u hramovima,
- predstavlja dio tradicionalnog odgoja u zemljama njegovog porijekla,
- proširio se zahvaljujući migraciji Roma i drugih srodnih društvenih skupina s porijeklom iz Indije.

Od svih navedenih teorija, najpoznatija je teorija kako trbušni ples potječe od vjerskih obrednih plesova. Ta ideja se najčešće pojavljuje u mainstream člancima koji se odnose na ovu temu, a čini se da postoji i niz arheoloških dokaza koji ju podupiru. Stare iskopine i artefakti koji prikazuju lagano zaobljenu žensku figuru naglašenih bokova i grudi podupiru antropološke teorije o visokom položaju ženskih likova u arhaičnoj božanskoj strukturi, upravo zbog svoje sposobnosti da mogu roditi. Rane poganske zajednice često su obožavale matrijarhalna božanstva i veličale fascinantnu sposobnost žene da kreira novi život. To su povijesni dokazi koji povezuju ritualne plesove plodnosti ovih kultura (koji su bili simbolično predočenje čina rođenja) s današnjim trbušnim plesom. Oštri pokreti kukovima i namjerno stezanje trbušnih mišića ukazuju na jaku vezu s "ponašanjem" ženskog tijela tijekom trudova i poroda.
Bez obzira kako je započeo, ples ima dugu povijest u Africi, Srednjem i Bliskom istoku. Iako su bile provedene zabrane u Islamu (za sljedbenike Islama ples, pjevanje i glazba dio su društvenih rituala koji se izvode isključivo u posebnim prilikama kao što su obiteljske proslave) koje su se odnosila na zabranu prikazivanja ljudi u plesu na slikama, ipak je sačuvano nekoliko prikaza plesa kroz pred-Islamski i Islamski svijet. Knjige kao što su Umjetnost i arhitektura Islama prikazuju slike plesača na zidovima palače. Isto tako i Perzijanske minijaturne slike iz 12. i 13. stoljeća prikazuju iste motive.
Izvan Bliskog istoka, raqs sharqi ples je postao popularniji tijekom romantike u 18. i 19. stoljeću. Povećao se broj turista na području Bliskog istoka i umjetnici su počeli prikazivali njihovo tumačenje života u haremu u Osmanskom Carsvu. Plesne skupine bile su unajmljivane od strane stranih naručitelja i odvođene u London, Pariz ili Chikago kako bi prezentirale svoju jedinstvenu glazbu i ples. Njihova umjetnost bila je hvaljena, ali i smatrana "raskalašenom" zbog - za tadašnje pojmove - skandaloznog prikaza ljudskog tijela. Neki plesači su bili prikazani u prvim filmovima. Na primjer kratki film Fatmin ples, bio je široko distribuiran u malenim kinima. Taj film je zbog "raskalašenog" plesa bio naposljetku cenzuriran pod pritiskom javnosti.
Neke zapadnjačke žene počele su učiti ovaj plesni stil pokušavajući ga oponašati. Mata Hari služi kao dobar primjer u vezi s takvom aktivnosti; iako se predstavljala kao Javanska plesačica, njezin mističan nastup povezan je, ne s indonezijskim plesom već upravo s trbušnim plesom. U Chicagu 1893. godine popularnost ovog plesa desetostruko je narasla zahvaljujući plesačici prozvanoj Little Egypt. Navodno sirijskog podrijetla, Little Egypt pokrenula je valove kontroverzi. Njen ples, baziran na pokretima zdjelice i torza, bio je oponašan od strane samozvanih trbušnih plesačica do takvih granica da je ona protestirala protiv izvrtanja ove njene umjetničke forme i prikazivanja iste na vulgaran način. Velika plesačica Rut St. Denis također se upustila u orijentalni stil plesa, pokušavajući prikazati "orijentalni" ples u obliku baleta. Njezin cilj bio je da sve oblike plesa podigne na razinu cijenjenog umjetničkog oblika (u ranom 20. stoljeću bila je uvrježena predrasuda u Americi kao i u Europi da su trbušne plesačice žene raspuštenog morala).

### Odjeća odnosno kostimi trbušnih plesača
Budući da su najpopularnija mjesta za trbušne plesove bili i ostali noćni klubovi, taj je oblik prije nego izvorni narodni oblik ovog plesa, ostao je zapamćen u svakodnevnom kontekstu. Kostim koji se sad povezuje uz trbušni ples zove se bedlah (arapski - uniforma) i bio je prihvaćen od strane plesača u Egiptu u 30-im godinama 20. stoljeća i odatle se proširio i na ostale zemlje. Svoj izgled duguje haremskoj fantaziji stvorenoj iz Hollywooda na prekretnici iz 19. u 20. stoljeće, prije nego pravoj izvornoj odjeći s Bliskog istoka. 
Većina kostima uključuje gornji dio veličine grudnjaka (uglavnom ukrašen perlicama i/ili novčićima), uski pojas oko struka (također ukrašen s mnogo perlica i/ili novčića) te noge koje su pokrivene s haremskim hlačama i/ili suknjama (prozračnim, podstavljenim, s brojnim volanima i sl.). U SAD-u također se često koristiti veo, radi se o komadu tkanine koji se koristi kod nekih dijelova plesa da se giba oko i naglašava pokrete plesača.

### Tehnike izvođenja plesa
Većina osnovnih pokreta i tehnika koje se primjenjuju u trbušnom plesu su kružne kretnje koje izoliraju jedan dio tijela. Na primjer u krugu koji je paralelan s podom izoliraju se ili bokovi ili ramena. Uobičajeno je naglašavanje pokreta koristeći se naglim otvaranjima ili zatvaranjima, gdje plesač ili titra ili iskoračuje u predjelu ramena ili bokova. Uobičajena je i fleksibilnost stopala, "kotrljanje" trbušnih mišića, balansiranje različitim rekvizitima kao što su košare, mačevi ili svijeće i plesanje s raznim oblicima velova, kao i upotreba činela.

## Muškarci u trbušnom plesu
Postoji mnogo rasprava oko toga gdje i kada su se muškarci uključili u trbušno plesanje. Mnogi vjeruju da muškarci nemaju što tražiti u ovom obliku umjetničkog izražavanja, što je pogrešno predubjeđenje.
Piktografski dokazi u obliku Turskih minijatura izrađenih tijekom Osmanskog Carstva prikazuju javne izvedbe ovog plesa od strane mladića i dječaka koji su se zvali košeci. Ovi plesači su bili veoma popularni. Zapravo je sultan zapošljava čitave trupe ovih plesača kao dodatak plesačicama. Dugo se pretpostavljalo da su ti plesači predstavljali žene, zahvaljujući činjenici da su nastupali u širokim razmetljivim suknjama. Usporedba s plesačicama međutim, pokazuje da je to bio samo kostim koji se nosio zbog dramatičnog efekta izazvanog vrtloženjem tkanine. U ovom razdoblju žene još nisu imale određene kostime. Ipak neki od ovih plesača su povremeno utjelovljivali žene. To je bilo zato što oni nisu bili samo obični plesači nego također i glazbenici kao i glumci. Slično kao i na zapadu u shakespearianskom razdoblju, svi su dramski nastupi izvođeni od strane muškaraca jer je ženama bilo zabranjeno javno nastupati.
Ovi plesači su bili toliko popularni da su često izbijali sukobi oko toga koja je skupina bolja u nastupu. Neredi su zapravo bili toliko učestali da su izazvali zabranu daljnjeg izvođenja trbušnog plesa u razdoblju tijekom 1830-ih
. Naknadno je zabrana uklonjena, ali modernizacija zajedno s pritiskom za prihvaćanje zapadnih vrijednosti smanjila je izvedbe trbušnog plesa od strane muškaraca. Konačno, zahvaljujući turističkim zahtjevima, njihovo mjesto su zauzele žene zabavljačice. 
Danas muški trbušni plesači postaju sve češći i ne samo u Sjedinjenim Američkim Državama, već po cijelom svijetu. Ovi moderni izvođači su se ponovo počeli pojavljivati u Grčkoj, Turskoj, Libanonu i Egiptu. Većina plesača susreće se s izazovima umjetničke i društvene prirode. Pitanja kao bi li trebale postojati razlike u kostimima, držanju i intenzitetu koreografije između muških i ženskih trbušnih plesača tema su rasprava podjednako između muških i ženskih plesača.
S obzirom na nagli porast zanimanja za sam ples, nova generacija muških plesača je prihvatila ovaj plesni stil. U usporedbi sa ženskim plesačicama, njihov broj je još uvijek mali ali im se drastično povećao broj kroz zadnjih 20 godina.
Poznati muški plesači u SAD-u i Latinskoj Americi od 1970-ih su: Bert Balladine, John Compton, Sergio, Horacio Cifuentes, Amir od Bostona, Adam Basma, Ibrahim Farrah, Yousry Sharif, Aziz, Kamaal, Amir Thalib, Mark Balahadia, Jim Boz i Tarik Sultan.
Bez obzira na povremena protivljenja iz plesnih zajednica od strane onih kojima ovaj ples predstavlja izraz ženske snage ili onih prema kojima je profesionalna izvedba trbušnog plesa "ženski posao", broj muškaraca koji sudjeluju u trbušnom plesu u cijelom svijetu je u porastu i postepeno se prihvaća.

## Zdravlje i trbušni ples
Prednosti trbušnog plesa su kako tjelesne tako i duševne prirode. Ples osigurava dobru kardiovaskularnu vježbu i pomaže povećati gipkost i snagu tijela. Fokusira se na mišiće torza, prvenstveno trbušne mišiće ali i kralježnicu, a jača i snagu nogu. Mnogi trbušni plesači mogu također ojačati ruke, ramena i općenito gornji dio tijela, a ples uz korištenje činela može razviti snagu i samopokretljivost prstiju. Trbušni ples je pogodan za osobe svih godina i tjelesne građe, a može biti onoliko zahtjevan koliko plesač to sam izabere. Što se mentalnog zdravlja tiče, vježbom se bolje upoznaje vlastito tijelo tako da se bolje osjećamo u njemu, povećava se samopouzdanje i općenito ispoljava se pozitivni stav u svakodnevnom životu.
Kao i kod počinjanja bilo kojeg drugog oblika tjelesne vježbe, bilo bi pametno posavjetovati se s vlastitim liječnikom prije nego što se započne s treningom. Također je korisno razgovarati s plesnim instruktorom da se sazna razina zahtjevnosti na satovima tečaja.

## Zabrana trbušnog plesa
U nekim zemljama znalo je doći do zabrane ili ograničavanja izvođenja trbušnog plesa. Najnoviji je primjer u Egiptu gdje je tijekom razdoblja od jedne godine postojala zabrana izvođenja stranog trbušnog plesa sve do rujna 2004.

## Trbušni ples u popularnoj kulturi
Glazbeni spotovi u kojima se prikazuju plesovi pod nazivom "trbušni ples" često uznemiravaju profesionalne plesače koji ne smatraju takve "treskajuće predstave" pravim primjerom plesa, uzimajući u obzir uglavnom jadnu tehniku pokreta i pretjerano erotsko aludiranje i preko granice vulgarnosti. Profesionalni plesači takve izvedbe radije nazivaju "ples inspiriran trbušnim plesom".
Trbušni ples je odnedavna postao svjetski popularan zahvaljujući latino super zvijezdi Shakiri, čiji ples uključuje elemente trbušnog plesa, latino i modernog plesnog stila. Njezino dijelom Libanonsko podrijetlo imalo je veliki utjecaj na njezin stil trbušnog plesa i bliže je izvornoj formi. Od drugih pjevačica koje su izvodile trbušni ples mogu se navesti: Aaliyah,  Beyoncé, Rihanna, Nelly Furtado, Christina Aguilera...

## Pogledaj također
- Ples
- Glazba

## Vanjske poveznice

### Sestrinski projekti
|  | Zajednički poslužitelj ima još gradiva o temi Trbušni ples |

### Mrežna sjedišta
- www.trbusni-ples.com.hr – Stilovi orijentalnog trbušnog plesa  Arhivirana inačica izvorne stranice od 11. veljače 2016. (Wayback Machine)